# Старий Мосир
Старий Мо́сир — село в Україні, в Голобській селищній територіальній громаді Ковельського району Волинської області. Населення становить 88 осіб.

## Географія
Село розташоване на лівому березі річки Стохід.

## Історія
У 1906 році село Голобської волості Ковельського повіту Волинської губернії. Відстань від повітового міста 31 верст, від волості 4. Дворів 47, мешканців 310.

## Населення
Згідно з переписом УРСР 1989 року чисельність наявного населення села становила 216 осіб, з яких 94 чоловіки та 122 жінки.
За переписом населення України 2001 року в селі мешкали 144 особи.

### Мова
Розподіл населення за рідною мовою за даними перепису 2001 року:
| Мова       | Відсоток |
| ---------- | -------- |
| українська | 97,97 %  |
| російська  | 1,35 %   |
| вірменська | 0,68 %   |